# Чемпіонат СРСР з хокею із шайбою 1987—1988
42-й чемпіонат СРСР з хокею із шайбою проходив з 24 вересня 1987 року по 13 травня 1988 року. У змаганні брали участь чотирнадцять команд. Переможцем став клуб ЦСКА. Найкращий бомбардир — Сергій Макаров (68 очок).

## Перший етап
| М  | Команда                       | І  | В  | Н | П  | Ш      | О  |
| -- | ----------------------------- | -- | -- | - | -- | ------ | -- |
| 1  | ЦСКА                          | 26 | 21 | 2 | 3  | 149-67 | 44 |
| 2  | «Крила Рад» (Москва)          | 26 | 16 | 1 | 9  | 102-80 | 33 |
| 3  | «Спартак» Москва              | 26 | 13 | 5 | 8  | 89-78  | 31 |
| 4  | «Динамо» Москва               | 26 | 13 | 4 | 9  | 111-91 | 30 |
| 5  | «Трактор» (Челябінськ)        | 26 | 11 | 5 | 10 | 77-67  | 27 |
| 6  | «Автомобіліст» (Свердловськ)  | 26 | 9  | 8 | 9  | 88-96  | 26 |
| 7  | Сокіл (Київ)                  | 26 | 10 | 5 | 11 | 107-96 | 25 |
| 8  | «Хімік» (Воскресенськ)        | 26 | 10 | 5 | 11 | 90-100 | 25 |
| 9  | СКА (Ленінград)               | 26 | 11 | 2 | 13 | 82-91  | 24 |
| 10 | «Динамо» (Рига)               | 26 | 10 | 4 | 12 | 88-92  | 24 |
| 11 | «Торпедо» (Ярославль)         | 26 | 11 | 2 | 13 | 81-100 | 24 |
| 12 | «Торпедо» (Горький)           | 26 | 9  | 4 | 13 | 89-109 | 22 |
| 13 | «Іжсталь» (Іжевськ)           | 26 | 7  | 2 | 17 | 85-141 | 16 |
| 14 | «Торпедо» (Усть-Каменогорськ) | 26 | 5  | 3 | 18 | 91-121 | 13 |

## Другий етап
| М  | Команда                      | І  | В  | Н | П  | Ш      | О  |
| -- | ---------------------------- | -- | -- | - | -- | ------ | -- |
| 1  | ЦСКА                         | 18 | 11 | 5 | 2  | 81-44  | 27 |
| 2  | «Динамо» Москва              | 18 | 11 | 4 | 3  | 67-45  | 26 |
| 3  | «Динамо» Рига                | 18 | 11 | 3 | 4  | 66-46  | 25 |
| 4  | «Крила Рад» (Москва)         | 18 | 9  | 5 | 4  | 63-43  | 23 |
| 5  | «Спартак» Москва             | 18 | 9  | 3 | 6  | 63-46  | 21 |
| 6  | Сокіл (Київ)                 | 18 | 8  | 2 | 8  | 77-68  | 18 |
| 7  | «Трактор» (Челябінськ)       | 18 | 6  | 4 | 8  | 49-55  | 16 |
| 8  | «Хімік» (Воскресенськ)       | 18 | 5  | 3 | 10 | 60-72  | 13 |
| 9  | СКА (Ленінград)              | 18 | 2  | 2 | 14 | 47-88  | 6  |
| 10 | «Автомобіліст» (Свердловськ) | 18 | 0  | 3 | 15 | 42-106 | 3  |

## Плей-оф

### 1/2 фіналу
- ЦСКА — «Крила Рад» (Москва) 2:1 (2:2, 1:2 Б; 4:4, 3:1 Б; 4:4, 2:0 Б)
- «Динамо» Москва — «Динамо» Рига 1:2 (0:2; 5:3; 2:4)

### Матч за 3-є місце
- «Динамо» Москва — «Крила Рад» (Москва) 2:0 (6:5; 5:3)

### Фінал
- ЦСКА — «Динамо» Рига 3:1 (7:3; 1:2; 4:2; 5:2)

## Призери
ЦСКА (Москва): 
- воротарі — Олексій Червяков, Євген Бєлошейкін, Олександр Тижних, Валерій Іванников;
- захисники — В'ячеслав Фетісов, Олексій Гусаров, Олексій Касатонов, Володимир Константинов, Ігор Кравчук, Володимир Зубков[en], Ігор Малихін, Ігор Стельнов, Сергій Стариков, Сергій Селянин[ru], Дмитро Камишніков;
- нападники — В'ячеслав Биков, Андрій Хомутов, Євген Давидов, Сергій Федоров, Павло Костичкін, Володимир Крутов, Ігор Ларіонов, Михайло Васильєв, Сергій Макаров, Валерій Каменський, Олександр Могильний, Ігор Чибирєв, Олександр Зибін[de], Валерій Зелепукін, Олександр Герасимов, Сергій Осипов, Павло Буре, Станіслав Панфіленков, Ігор Вязмикін[ru], Андрій Виноградов.
- Тренери — Віктор Тихонов, Віктор Кузькін, Борис Михайлов.

«Динамо» (Рига): 
- воротарі — Артур Ірбе, Віталій Самойлов, Сергій Наумов;
- захисники — Андрій Матицин, Дмитро Фролов, Дмитро Зинов'єв, Володимир Дурдін, Костянтин Григор'єв, Сергій Чудінов, Улвіс Катлапс, Мартиньш Грундман, Нормундс Сеєйс[en], Андрій Таболін;
- нападники — Олексій Фроліков, Олег Знарок, Сергій Скосирєв, Микола Варянов, Олександр Белявський[en], Володимир Шашов, Євген Семеряк, Олександр Керч[en], Володимир Лубкін, Ігор Павлов, Ігор Акулінін, Харій Вітоліньш, Ігор Брезгін, Ілмарс Томанс, Олександр Веселов, Михайло Шостак, Айнарс Хехтс, С.Комаров.
- Тренери — Володимир Юрзінов, Петро Воробйов[ru], В'ячеслав Назаров[ru].

«Динамо» (Москва): 
- воротарі — Михайло Шталенков, Володимир Мишкін, Андрій Карпін;
- захисники — Олег Микульчик, Юрій Вожаков, Євген Попихін, Зінетула Білялетдінов, Василь Первіхін, Анатолій Федотов, Михайло Татаринов, Андрій Пятанов, Олександр Карповцев;
- нападники — Анатолій Антипов, Олександр Семак, Володимир Зубрильчев, Сергій Свєтлов, Юрій Леонов, Анатолій Семенов, Андрій Ломакін, Сергій Яшин, Микола Борщевський, Ігор Дорофєєв, Герман Волгін, Місхат Фахрутдінов, Олександр Гальченюк, Сергій Петренко, Дмирто Зинін, Борис Биковський, Віталій Карамнов.
- Тренери — Юрій Мойсеєв, Ігор Тузик, Віталій Давидов.

Примітка: Курсивом виділені гравці, які провели менше 22 матчів і згідно положення про проведення чемпіонату не отримали меделей.

## Найкращі бомбардири
| Гравець              | Команда              | Г  | П  | О  |
| -------------------- | -------------------- | -- | -- | -- |
| Сергій Макаров       | ЦСКА                 | 23 | 45 | 68 |
| Ігор Ларіонов        | ЦСКА                 | 25 | 32 | 57 |
| Микола Суханов       | «Трактор» Челябінськ | 22 | 29 | 51 |
| В'ячеслав Биков      | ЦСКА                 | 17 | 30 | 47 |
| Валерій Каменський   | ЦСКА                 | 26 | 20 | 46 |
| Олександр Кожевников | «Крила Рад» Москва   | 25 | 20 | 45 |
| Андрій Хомутов       | ЦСКА                 | 29 | 14 | 43 |
| Володимир Крутов     | ЦСКА                 | 19 | 23 | 42 |
| Анатолій Степанищев  | Сокіл Київ           | 27 | 14 | 41 |
| Анатолій Чистяков    | «Трактор» Челябінськ | 14 | 27 | 41 |

## Призи та нагороди

### Командні
| Нагорода                     | Переможець    |
| ---------------------------- | ------------- |
| Приз справедливої гри        | Сокіл (Київ)  |
| Приз імені Всеволода Боброва | ЦСКА          |
| Приз «Гроза авторитетів»     | Сокіл (Київ)  |
| Кубок прогресу               | «Динамо» Рига |

### Індивідуальні
| Нагорода                 | Переможець                                                   |
| ------------------------ | ------------------------------------------------------------ |
| Найкращий хокеїст сезону | В'ячеслав Фетісов (ЦСКА)                                     |
| Новачок сезону           | Артурс Ірбе («Динамо» Рига)                                  |
| Влучний захисник         | В'ячеслав Фетісов (ЦСКА)                                     |
| Хет-трик                 | Борис Александров та Ігор Кузнецов (обидва «Торпедо» У-К)    |
| Три бомбардири           | Андрій Хомутов — В'ячеслав Биков — Валерій Каменський (ЦСКА) |

## Лауреати Федерації
До символічної збірної сезону, затвердженої президією Федерації хокею СРСР увійшли:
| Воротар: Сергій Мильников. Захисники: В'ячеслав Фетісов, Олексій Касатонов. Нападники: Сергій Макаров, Ігор Ларіонов, Володимир Крутов. |

Президія Федерації хокею СРСР також визначила список 34 кращих хокеїстів сезону (4+12+18):
| Воротарі: Сергій Мильников («Трактор»), Артур Ірбе («Динамо» Р), Сергій Голошумов («Спартак»), Юрій Шундров («Сокіл»). Захисники: В'ячеслав Фетісов, Олексій Касатонов, Сергій Стариков, Ігор Стельнов, Олексій Гусаров, Ігор Кравчук (усі — ЦСКА), Ілля Бякін («Автомобіліст»), Валерій Ширяєв («Сокіл»), Володимир Тюриков («Спартак»), Василь Первухін («Динамо» М), Олександр Смирнов («Хімік»), Дмитро Фролов («Динамо» Р). Нападники: Сергій Макаров, Ігор Ларіонов, Володимир Крутов, Андрій Хомутов, В'ячеслав Биков, Валерій Каменський, Олександр Могильний (усі — ЦСКА), Сергій Свєтлов, Анатолій Семенов, Андрій Ломакін, Сергій Яшин (усі — «Динамо» М), Олександр Черних («Хімік»), Олександр Кожевников, Сергій Харін, Сергій Нємчинов, Юрій Хмильов (усі — «Крила Рад»), Олексій Фроліков, Сергій Скосирєв (обидва — «Динамо» Р). |

## «Сокіл»
Статистика гравців українського клубу в чемпіонаті:
| Воротарі: Юрій Шундров — 38 (122п), Олександр Васильєв — 18 (37п), Павло Михоник — 3 (5п); Захисники: Валерій Ширяєв — 43 (12+18), Сергій Горбушин — 44 (5+16), Андрій Овчинников — 38 (5+9), Олег Васюнін — 35 (1+5), Валерій Шахрай — 20 (3+1), Олександр Менченков — 20 (2+2), Сергій Лубнін — 42 (0+4), Анатолій Доніка — 38 (0+4), Валерій Сидоров — 18 (0+0), Володимир Кирик — 7 (0+0), Олександр Годинюк — 2 (0+0). Нападники: Анатолій Степанищев — 43 (27+14), Євген Шастін — 43 (22+17), Петро Малков — 44 (14+19), Валерій Ботвинко — 27 (9+18), Раміль Юлдашев — 43 (17+9), Анатолій Найда — 27 (13+7), Олег Синьков — 27 (6+9), Сергій Земченко — 40 (9+5), Микола Наріманов — 44 (8+3), Євген Рощин — 41 (6+5), Дмитро Христич — 37 (9+1), Олександр Куликов — 27 (5+4), Євген Аліпов — 22 (4+4), Андрій Сидоров — 29 (3+5), Олег Туришев — 13 (2+2), Сергій Давидов — 15 (1+1), Іван Свинцицький — 6 (1+1). Старший тренер — Анатолій Богданов; тренери — Броніслав Самович, Борис Гольцев. |

## Перехідний турнір
| М   | Команда                       | І  | В  | Н | П  | Ш       | О  |
| --- | ----------------------------- | -- | -- | - | -- | ------- | -- |
| 1.  | «Торпедо» (Горький)           | 36 | 23 | 3 | 10 | 157-99  | 49 |
| 2.  | «Торпедо» (Ярославль)         | 36 | 23 | 2 | 11 | 151-102 | 48 |
| 3.  | «Динамо» (Мінськ)             | 36 | 22 | 2 | 12 | 148-116 | 46 |
| 4.  | «Динамо» Харків               | 36 | 21 | 2 | 13 | 138-107 | 44 |
| 5.  | «Торпедо» (Усть-Каменогорськ) | 36 | 19 | 4 | 13 | 172-135 | 42 |
| 6.  | «Іжсталь» (Іжевськ)           | 36 | 15 | 3 | 18 | 131-156 | 33 |
| 7.  | СК ім. Урицького (Казань)     | 36 | 12 | 7 | 17 | 102-103 | 31 |
| 8.  | «Сибір» Новосибірськ          | 36 | 12 | 3 | 21 | 126-171 | 27 |
| 9.  | «Торпедо» Тольятті            | 36 | 12 | 3 | 21 | 96-154  | 27 |
| 10. | «Салават Юлаєв» Уфа           | 36 | 6  | 1 | 29 | 92-171  | 13 |

За харківське «Динамо» протягом сезону виступали:
| Воротарі: Ігор Магідов, Геннадій Ушаков, Костянтин Капкайкін. Захисники: Олександр Печенєв, Віктор Глушенков, Володимир Любкін, Андрій Мажугін, Сергій Алексєєв, Валерій Кузнецов, Геннадій Самойленко, Анатолій Хоменко, Олег Шаргородський, Борис Михальченко, Родіон Данилов. Нападники: Сергій Повечеровський, Олексій Ткачук, Михайло Анферов, Ігор Фуніков, Ігор Коржилов, Анатолій Варивончик, Альфред Юнусов, Владислав Єршов, Дмитро Зінін, Віктор Шкурдюк, Віталий Карамнов, Костянтин Буценко, Геннадій Кожокін, Олексій Трасеух, Володимир Шевчук, Віталій Литвиненко, Валерій Чорний. |